# Aláqueme Almunajim
Aláqueme Almunajim (em árabe: الحكيم المنجم; romaniz.: Al-Hakim al-Munajjim; m. 1103) foi um nizarita ismaelita persa e o primeiro missionário nizarita (da'i) no Bilade Xame (Síria) pertencente à Ordem dos Assassinos. Teve seu papel nas lutas políticas ocorridas na região no contexto da Primeira Cruzada.

## Vida
Aláqueme Almunajim foi enviado do Castelo de Alamute ao Bilade Xame (Síria) no século XII, quiçá acompanhado de vários da'is subordinados. Apareceu em Alepo, que era um local adequado para começar sua carreira, pois tinha uma população xiita proeminente e estava perto dos montes Harim, que já eram influenciados pelo ismaelismo. Além disso, o emir seljúcida Raduano estava em uma posição militar fraca em relação a outros emires sírios rivais e buscava novas alianças. Aláqueme conseguiu ganhar o favor de Raduano e se aliaram abertamente; os nizaritas estabeleceram sua Casa Missionária (Dar Adaua) em Alepo e começaram suas atividades religiosas. Alguns argumentam que o próprio Raduano pode ter se convertido, mas isso é improvável. Em maio de 1103, Janá Adaulá, o emir de Homs e um dos principais opositores de Raduano, foi morto por três fedains persas na Grande Mesquita de Nuri, aparentemente sob ordens de Aláqueme. O evento chocou a cidade e muitos turcos de Homs fugiram para Damasco. Ducaque, o emir de Damasco, rapidamente capturou Homs, impedindo sua queda para os francos. Aláqueme morreu algumas semanas após a morte de Janá. Ele foi sucedido como da'i por Abu Tair Alçaigue.